# Oral Ogilvie
Oral Ogilvie, född 21 januari 1969, är en friidrottare från Kanada. Han deltog vid olympiska sommarspelen 1992.